# Ник Дашев
Ник Дашев (роден на 13 октомври 1991 г. в София, България) е български футболист, вратар.

## Кариера
Ник Дашев започва да тренира футбол в частната школа Пирин 2001 (Благоевград) на Ивайло Андонов. Наблюдаван е в няколко мача от Красимир Балъков, след което през лятото на 2009 г. преминава в юношеската формация на Черноморец (Бургас). Той е един от тримата играчи заедно с Димитър Благов и Борис Щърбев от Пирин 2001 (Благоевград), които се преместват в бургаската футболна академия. Играе един полусезон за дублиращия отбор на Черноморец (Бургас). От 2010 г. Дашев е привлечен в мъжкия отбор. В професионалния футбол дебютира на 9 май 2011 г. срещу Калиакра (Каварна).

## Статистика по сезони[3]
| Сезон    | Отбор           | Първенство | Мачове | Голове |
| -------- | --------------- | ---------- | ------ | ------ |
| 2010/11  | Черноморец (Бс) | А група    | 1      | 0      |
| 2011/12  | Черноморец (Бс) | А група    | 1      | 0      |
| 2012/13  | Черноморец (Бс) | А група    | 4      | 0      |
| 2013/ес. | Черноморец (Бс) | А група    | 19     | 0      |
| 2014/пр. | Черно море (Вн) | А група    | 1      | 0      |